# Silvinichthys pedernalensis
Silvinichthys pedernalensis es una especie del género de peces de agua dulce Silvinichthys, perteneciente a la familia de los trichomictéridos. Habita en ambientes acuáticos de montaña en el centro-oeste de Sudamérica.

## Taxonomía
Descripción original
Esta especie fue descrita originalmente en el año 2017 por los ictiólogos Luis A. Fernández, Eduardo Alfredo Sanabria y Lorena Beatriz Quiroga.
Localidad tipo
La localidad tipo referida es: “río Pedernal, en las coordenadas: 31°59′S 68°44′O / -31.983, -68.733, a una altitud de 1092 msnm, departamento Sarmiento, provincia de San Juan, Argentina”.
Holotipo
El ejemplar holotipo designado es el catalogado como: FACEN 0071; se trata de un ejemplar adulto el cual midió 45,1 mm de longitud estándar. Fue capturado el 20 de julio de 2013 por L. A. Fernández, E. Sanabria y L. Quiroga. Fue depositado, al igual que los paratipos, en la colección de ictiología de la Facultad Ciencias Exactas y Naturales (FACEN), de la Universidad Nacional de Catamarca, en la provincia argentina homónima.
Paratipos
Los paratipos fueron los catalogados como: FACEN 0072 (2 especímenes, de 37,5 y 43,2 mm) y FACEN 0073 (un espécimen, de 42,7 mm). Poseen los mismos datos de colecta que el holotipo.
Etimología
Etimológicamente el epíteto específico pedernalensis es un topónimo que hace alusión al biotopo donde fue colectada esta especie, el río Pedernal.
Relaciones filogenéticas y características
De las restantes especies del género Silvinichthys, S. pedernalensis es distinguible por diversos rasgos osteológicos, merísticos y morfométricos, además de características de su coloración. Entre estos destaca la combinación de no poseer aleta pélvica y cintura, contar con un hueso supraorbital ancho, el número de odontoides interoperculares es de 14 a 18, el de los odontoides operculares es de 6 a 8, la aleta pectoral muestra 7 radios ramificados, la aleta dorsal tiene 11 radios y 7 pterigióforos, cuenta con 6 radios branquióstegos, exhibe 14 radios dorsales que son procurrentes de la aleta caudal y 15 radios ventrales. Las costillas son 16, las vértebras suman 39.
El patrón cromático presenta, tanto en la cabeza como en el cuerpo, una pigmentación de tipo marmórea oscura.
Respecto a la longitud estándar, estos son los porcentajes comparados con distintas longitudes: 
- De la cabeza (9,9 a 12,2 %),
- De la barbilla nasal (27,3 a 39,0 %),
- De la barbilla maxilar (39,5 a 61,7 %),
- De la barbilla submaxilar (24,7 a 41,9 %),
- De altura del cuerpo (10,1 a 12,6 %),
- Del ancho de la aleta anal (10,2 a 11,7 %)
- Del pedúnculo caudal (19,3 a 21,5 %).[1]

Respecto al largo de la cabeza, estos son los porcentajes comparados con distintas longitudes:
- Del ancho interorbital (28,3 a 36,1 %),
- Del hocico (40,6 a 44,4 %).[1]

## Distribución
Silvinichthys pedernalensis es endémica de un área montañosa en la región de Cuyo, en el centro-oeste de la Argentina. Su exclusivo hábitat son las aguas del río Pedernal, un curso fluvial que discurre en una región muy árida próxima a la cordillera andina. Este pez solo se conoce de su localidad tipo, ubicada a una altitud de 1092 m s. n. m. en el departamento Sarmiento, al sur de la provincia de San Juan.
El río Pedernal pertenece a un sistema endorreico y sus aguas, que muestran lodo en suspensión, se ven afectadas por las operaciones de las empresas mineras dedicadas a la extracción de piedra caliza. Este pequeño arroyo exhibe un régimen hidrológico del tipo torrencial, gracias a precipitaciones estivales escasas e intensas. Tiene medio metro de profundidad y una anchura de entre 1 y 3 metros. No presenta vegetación acuática y su lecho posee abundantes piedras, bajo las cuales se esconden los ejemplares de Silvinichthys pedernalensis. Este convive solo con una especie de pez, otro silúrido: Hatcheria macraei.
Ecorregionalmente Silvinichthys pedernalensis es un endemismo de la ecorregión de agua dulce  Desaguadero cuyano.